# Bernd Werle
Bernd Werle SVD (* 9. Juni 1955 in Baumholder) ist ein deutscher Ordensgeistlicher und römisch-katholischer Theologe.

## Leben und Wirken
Bernd Werle wuchs in Rohrbach auf und bestand 1974 sein Abitur an der Missionsschule Sankt Wendel im Saarland. Er trat anschließend der Ordensgemeinschaft der Steyler Missionare bei und legte 1980 seine ewigen Gelübde ab. Nach dem Studium der Theologie empfing er am 15. Februar 1981 in der Kirche des Missionspriesterseminars St. Augustin die Priesterweihe. 1982 absolvierte er ein Lizentiat in Missionstheologie. Von 1983 bis 1992 war er als Missionar in Togo tätig, anschließend von 1994 bis 2004 als Kaplan in der Kirchengemeinde Sankt Mariä Heimsuchung in Sankt Augustin-Mülldorf. 2001 wurde er in Moraltheologe mit der Arbeit über die Ethik im Kontext von Kultur an der Universität Bonn promoviert und lehrte als Dozent für Moraltheologie. Er war bis 2007 Prorektor der Philosophisch-Theologischen Hochschule SVD St. Augustin. Am 7. Februar 2014 übernahm er das dortige Rektorat und unterrichtete als Professor Moraltheologie. Seine Forschungsschwerpunkte sind christlich-theologische Ethik in Afrika, missionarische Spiritualität, Internationalisierung und Interkulturalität in Ordensgemeinschaften und ethische Herausforderungen im Wandel der Kulturen.  
Seit 2004 leitete er die Norddeutsche Provinz der Steyler Missionare und wurde nach Vereinigung der  beiden deutschen Provinzen zum 1. Mai 2007 zum Provinzial der gemeinsamen Deutschen Provinz gewählt. 2009 erfolgte die Wiederwahl bis 2013. Seit dem 1. Juli 2018 ist er Pfarrvikar im Seelsorgebereich Sankt Augustin mit Wohnsitz in Mülldorf.

## Publikationen (Auswahl)
- Ethik im Kontext von Kultur. Das Kulturethische Gedankengut Johannes Messners und dessen Beitrag für ein Gespräch mit christlich-theologischer Ethik in Afrika (= Studien der Moraltheologie. Band 21) Lit, Münster u. a. 2002, ISBN 3-8258-5726-3 (zugleich Dissertation, Bonn 2001).